# Circondario di Djenné
Il circondario di Djenné è un circondario del Mali facente parte della regione di Mopti. Il capoluogo è Djenné.

## Geografia antropica

### Suddivisioni amministrative
Il circondario di Djenné è suddiviso in 12 comuni:
- Dandougou Fakala
- Derary
- Djenné
- Fakala
- Femaye
- Kéwa
- Madiama
- Néma-Badenyakafo
- Niansanarié
- Ouro Ali
- Pondori
- Togué Morari